# John Philip Sousa
John Philip Sousa, född 6 november 1854 i Washington, D.C., död 6 mars 1932 i Reading, Pennsylvania, var en amerikansk orkesterledare, kompositör och violinist. Sousa betraktas som USA:s viktigaste orkesterledare och var en framstående kompositör av marschmusik; hans Stars and Stripes Forever är numera USA:s nationalmarsch.

## Biografi
Sousas far var musiker i United States Marine Band. Sousa studerade violin vid John Esputas musikkonservatorium i Washington, D.C. 1864–1867 och spelade 1867–1874 som lärling i marinkårens orkester, samtidigt som han bedrev studier i musikteori och komposition för George Felix Benkert.
Mellan 1874 och 1876 var han violinist i eller ledde diverse teaterorkestrar och turnerande musiksällskap. 1876–1880 var Sousa verksam i Philadelphia, där han 1876 deltog i det av Jacques Offenbach ledda firandet av hundraårsjubileet av USA:s självständighetsförklaring, och komponerade International Congress Fantasy inför självständighetsdagen det året. Mellan 1879 och 1880 ledde han ett antal operettensembler och komponerade sina första operetter, varav den mest framgångsrika var El Capitan (1895). Han skrev även en modern version av Arthur Sullivans The Contrabandista under namnet The Smugglers. Operetterna var i regel europeiska till stilen och rollerna besattes av dåtidens främsta aktörer.
1880 tillträdde han som den förste i USA födde dirigenten för marinkårens orkester. Sousas egna marscher och en repertoar med inslag av twostep ökade orkesterns popularitet väsentligt och befäste Sousas rykte som "The March King" ("Marschkungen"). Efter tolv år grundade Sousa med ekonomiskt stöd av David Blakely 1892 en egen orkester, Sousa Band. Trots dess militära prägel, blev bandet en inspirationskälla för musikgrupper av andra genrer och även för unga musikanter. Under de 39 åren med Sousa som dirigent, gav bandet över 15 600 konserter. Förutom årliga turnéer i USA och Kanada, gjordes besök i Europa åren 1900, 1901, 1903 och 1905 samt genomfördes en världsturné 1910–1911. Klassiska symfonier blandades med psalmer, populärmusik och ragtime. Vid världsutställningen i Paris 1900 vann orkestern pris för ett uppträdande med My Ragtime Baby.
Första världskriget innebar avbrott från den ordinarie verksamheten vid bandet; emellertid ledde Sousa som örlogskapten (lieutenant commander) reservflottans orkester i Illinois. Efter freden återgick han till Sousa Band och kvarstod som dess dirigent fram till sin bortgång.
Sammanlagt komponerade Sousa 136 marscher, 70 sånger, 12 operetter och 11 orkestersviter. Av hans marscher framhålls förutom Stars and Stripes Forever, också Semper Fidelis och The Washington Post. Han utvecklade den första sousafonen och instrumentet är därför uppkallat efter honom.

## Verk

### Marscher
- Daughters of Texas (1929)
- El Capitan
- Foshay Tower Washington Memorial (1929)
- Hail to the spirit of liberty (1900)
- Hands across the sea (1899)
- Imperial Edward (1902)
- Jack Tar March
- Kansas Wildcats (1928)
- King Cotton
- La Sorella March
- Liberty Bell March (som används som vinjett i Monty Pythons flygande cirkus)
- Congress Hall (1882)
- Manhattan Beach (1893)
- My Maryland March
- New York Hippodrome March
- Power and Glory (1923) (Hymnen: Framåt, Kristi stridsmän! / Onward Christian Soldiers ingår i denna marsch)
- Royal Welsh Fusiliers
- Salvationistmarsch ibland även kallad "The Salvation Army" (tillägnad Frälsningsarmén, William Booths sång "O gränslösa frälsning", nr. 226 i Psalmer och Sånger, ingår i denna marsch)
- Semper Fidelis (1888)
- Stars and Stripes Forever (1897)
- Tannhauser Festival March
- The Ancient and Honorable Artillery Company (1924) (melodin Auld Lang Syne ingår i denna marsch)
- The Aviators (1931)
- The Fairest of the Fair
- The High School Cadets
- The invincible eagle (1901)
- The Thunderer March (1889)
- Washington Post

### Valser
- Coeds of Michigan (1925)
- Colonial Dames (1896)
- Waltzes from 'El Capitain' (1896)

### Operetter
- Désirée (1883)
- El Capitan (1896)
- The Bride Elect (1897)

### Övrigt
- Bride Elect Selections (1898, Potpurri baserat på musik från hans operett från 1897)
- Humoresque of George Gershwin's Swanee (1920)
- Looking upward Suite (1902)
  1. By the light of the Polar star
  2. Beneath the Southern Cross
  3. Mars and Venus
- Tales of a Traveller - Suite (1911)
  1. The Kaffir on the Karroo
  2. In the land of the golden fleece
  3. Coronation march
- The last days of Pompeii - Suite (1893)
  1. In the house of Burbo and Stratonice
  2. Nydia
  3. The destruction of Pompeii and Nydias death
- With Pleasure-Dance Hilarious - Ragtime (1912)